# Bernard Mendy
Bernard Mendy (født 20. august 1981) er en fransk tidligere fodboldspiller med senegalesisk oprindelse. Han spillede gennem karrieren for blandt andet Paris Saint-Germain og Caen i hjemlandet, Hull i England samt danske OB.
Mendy nåede også at spille tre kampe for Frankrigs landshold.